# Hardun
Hardun (Laudakia stellio) – gatunek jaszczurki z podrodziny Agaminae w rodzinie agamowatych (Agamidae). Występuje w Grecji i na Bliskim Wschodzie.

## Opis

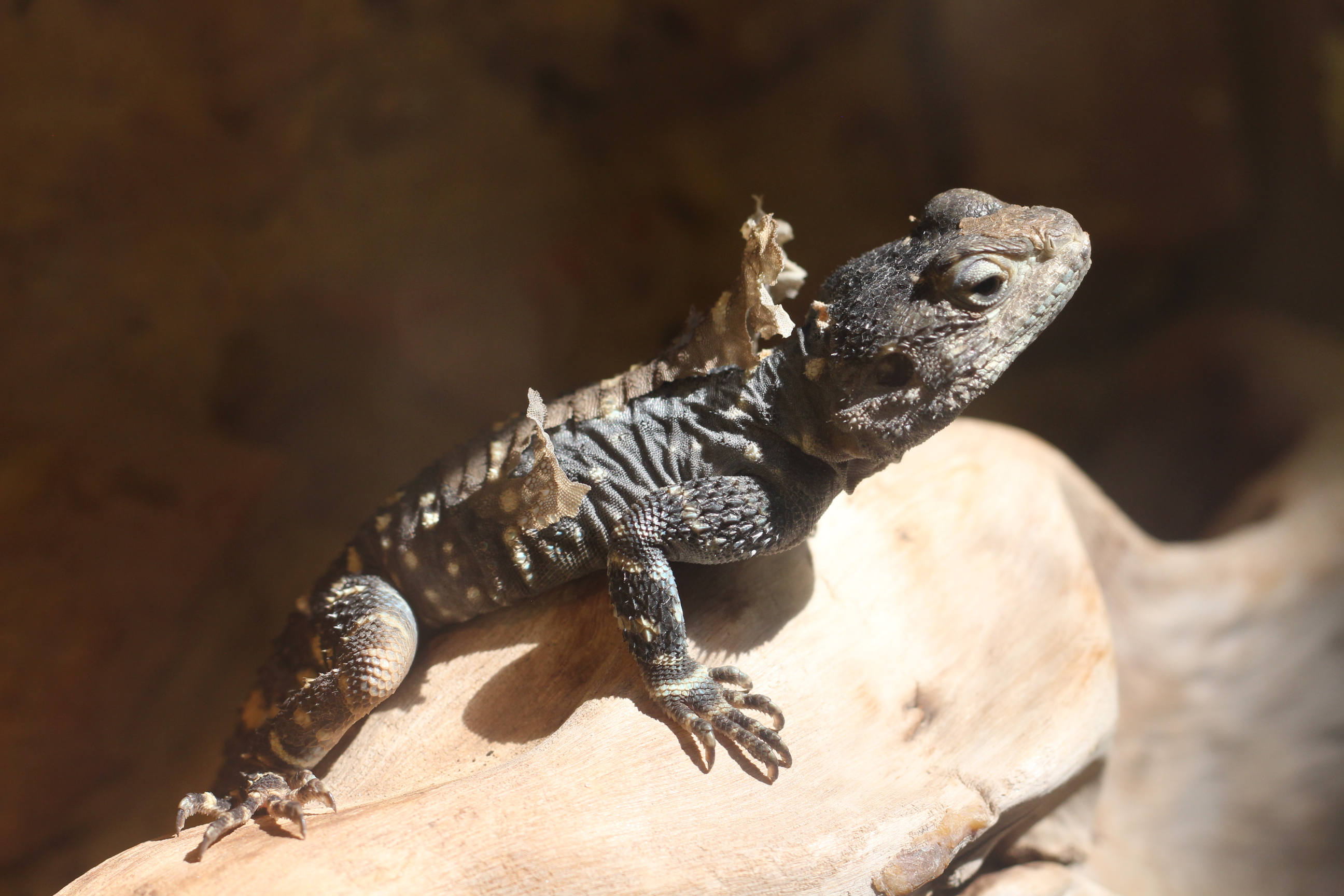
Hardun w trakcie linienia

Ma ciało mocnej budowy, spłaszczone, o długości do 40 cm. Grzbiet ma pokryty ostrymi łuskami. Ubarwienie jest indywidualną cechą każdego osobnika, może zmieniać się pod wpływem temperatury i nastroju zwierzęcia. Grzbiet czarny, czerwony, żółty, z kilkoma poprzecznymi pręgami. Brzuch żółty. Długi, paskowany ogon. Głowa płaska i szeroka, z dużymi otworami usznymi.

## Występowanie
W Europie występuje wyłącznie w Grecji – m.in. na wyspie Korfu, Półwyspie Chalcydyckim, Cykladach i Dodekanezie. Uważa się, że populacja kontynentalna została introdukowana w czasach antycznych; również populacje z niektórych greckich wysp (Korfu, Cyklady) pochodzą z introdukcji. Gatunek żyje także na terenie Bliskiego Wschodu (Turcja, Syria, Liban, według niektórych autorów także północna Jordania i północny Irak). Dwa taksony uznawane dawniej za podgatunki harduna mają obecnie status odrębnych gatunków: Laudakia cypriaca z Cypru oraz Laudakia vulgaris zamieszkujący Egipt, Izrael, Jordanię, Arabię Saudyjską i Syrię.
Hardun żyje zarówno na nizinach, jak i w górach, na dobrze nasłonecznionych terenach. Często żyje na skalistym terenie, w pobliżu wody.

## Zachowanie
Prowadzi dzienny, lądowy tryb życia. Żyje w dużych koloniach pod przywództwem dominującego samca. W czasie chłodniejszych miesięcy (od października do kwietnia) hibernuje. Prowadzi terytorialny tryb życia, każde stado broni swego terytorium przed intruzami.

## Odżywianie
Harduny są wszystkożerne, żywią się owadami, dżdżownicami, ptasimi jajami i pisklętami, a także małymi myszami i jaszczurkami. Zjadają także liście, kwiaty i pączki.

## Rozród
Samica harduna składa zwykle do 10 jaj między majem a lipcem. Po 52–53 dniach wykluwają się młode, których wielkość wynosi około 3,5 cm. W korzystnych warunkach jaszczurka może mieć 2–3 mioty w roku.